# Тоша Анастасијевић
Тоша Анастасијевић (Трново, Јужна Србија, 28. фебруар 1851 – Београд, 30. октобар 1895) био је српски глумац.

## Биографија
На Великој школи у Београду завршио је студије права и био је један од наших најобразованијих глумаца. Био је ожењен глумицом Евицом Матић, ћерком Милке Гргурове. Ступио је у Народно позориште у Београду 1869, а од 1870. похађао је истовремено и Глумачку школу. Од јуна 1874. био је писар и архивар позоришних дела, а од октобра 1883. до 1894. и секретар Народног позоришта.
Као глумац је тумачио драмске и карактерне улоге уметнички одмерено. Кратко је наступао и у Српском народном позоришту 1894.

## Улоге
- Маринко - Ђидо, Јанко Веселиновић и Драгомир Брзак

- Дражић - Љубавно писмо, Коста Трифковић

- Глостер - Краљ Лир, Вилијем Шекспир

- Ландри - Цврчак, Шарлота Бирх-Пфајферова

- Потишон - Стари каплар, Шарл-Филип Диманоар и Адолф Д’Енери и др.[3]